# Матч за звание чемпионки мира по шахматам 2023
Матч за звание чемпионки мира по шахматам 2023 проходил в Чунцине и Шанхае с 5 по 25 июля 2023 года. В матче приняли участие действующая чемпионка мира Цзюй Вэньцзюнь и победительница матчей претенденток 2022–23 годов Лэй Тинцзе.
По итогам 12 игр Цзюй Вэньцзюнь защитила титул чемпионки мира, набрав 6½ очков в матче, одержав в заключительной 12-й партии победу при счёте 5½:5½ (и вторую в чемпионском матче).

## Матчи претенденток
Турнир претенденток был запланирован на первую половину 2021 года, затем — на 2022 год. Планировалось, что в двухкруговом турнире примут участие 8 гроссмейстеров (см. таблицу ниже). Однако затем ФИДЕ изменила формат соревнования претенденток: вместо кругового турнира состоялись матчи по нокаут-системе. При этом две украинки, представительница Индии и одна из китаянок играли в Монте-Карло, а три россиянки и вторая представительница Китая — в Хиве. Тем самым ФИДЕ постаралась по возможности избежать встречи украинских шахматисток с российскими.
| Способ отбора в турнир претенденток                             | Участница            | Позиция в рейтинге ФИДЕ (Январь 2022) | Рейтинг на январь 2022 | Чемпионка мира |
| --------------------------------------------------------------- | -------------------- | ------------------------------------- | ---------------------- | -------------- |
| Участница матча за звание чемпионки мира по шахматам 2020       | Александра Горячкина | 2                                     | 2610                   |                |
| Второй и третий призёр Гран-при ФИДЕ среди женщин 2019–2021     | Хампи Конеру         | 3                                     | 2586                   |                |
| Второй и третий призёр Гран-при ФИДЕ среди женщин 2019–2021     | Екатерина Лагно      | 5                                     | 2550                   |                |
| Тройка лучших участниц кубка мира по шахматам среди женщин 2021 | Александра Костенюк  | 12                                    | 2516                   | 2008           |
| Тройка лучших участниц кубка мира по шахматам среди женщин 2021 | Тань Чжунъи          | 10                                    | 2525                   | 2017           |
| Тройка лучших участниц кубка мира по шахматам среди женщин 2021 | Анна Музычук         | 9                                     | 2531                   |                |
| Победитель Большой швейцарки 2021                               | Лэй Тинцзе           | 7                                     | 2535                   |                |
| Игрок с самым высоким рейтингом на январь 2022 г.               | Мария Музычук        | 6                                     | 2539                   | 2015           |

В каждом случае, если кто-либо из победителей уже прошёл квалификацию ранее или является действующим чемпионом, вместо него квалифицируется следующий победитель. В случае с чемпионатом мира это правило применялось только до четвёртого места. Поскольку Александра Горячкина уже квалифицировалась как занявшая второе место в 2020 году и заняла первое место в Гран-при и второе место в Кубке мира, квалификация расширилась до третьего места в Гран-при и до четвёртого места в Кубке мира.
В финал нокаут-турнира претенденток (этот финал не следует путать с самим матчем за шахматную корону) вышли Лэй Тинцзе (из «монакской» части) и Тань Чжунъи (из «узбекистанской»). Матч между Лэй и Тань прошёл с 27 марта по 6 апреля в Чунцине и завершился победой Лэй со счётом 3½:1½. Тем самым Лэй Тинцзе добилась права на матч за женскую шахматную корону.

## Матч
Матч прошёл в июле 2023 года в Китае. Как и предыдущий матч, он состоял из 12 партий с классическим контролем времени. 
Все партии начинались в 15:00 по местному времени (UTC+8) — в 7:00 по UTC.

### Расписание
| Дата    | День недели | Событие                       |
| ------- | ----------- | ----------------------------- |
| 4 июля  | вторник     | Церемония открытия (Шанхай)   |
| 5 июля  | среда       | Партия № 1                    |
| 6 июля  | четверг     | Партия № 2                    |
| 8 июля  | суббота     | Партия № 3                    |
| 9 июля  | воскресенье | Партия № 4                    |
| 11 июля | вторник     | Партия № 5                    |
| 12 июля | среда       | Партия № 6                    |
| 13 июля | четверг     | Переезд в Чунцин              |
| 15 июля | суббота     | Партия № 7                    |
| 16 июля | воскресенье | Партия № 8                    |
| 18 июля | вторник     | Партия № 9                    |
| 19 июля | среда       | Партия № 10                   |
| 21 июля | пятница     | Партия № 11                   |
| 22 июля | суббота     | Партия № 12                   |
| 23 июля | воскресенье | Тай-брейк (при необходимости) |
| 24 июля | понедельник | Церемония закрытия            |

### Таблица матча
| №                | Участники        | Рейтинг          | 1                                | 2                                | 3                                | 4                                | 5                                | 6                                | 7                                | 8                                | 9                                | 10                                | 11                                | 12                                |  | +    | −    | =    | Очки |
| ---------------- | ---------------- | ---------------- | -------------------------------- | -------------------------------- | -------------------------------- | -------------------------------- | -------------------------------- | -------------------------------- | -------------------------------- | -------------------------------- | -------------------------------- | --------------------------------- | --------------------------------- | --------------------------------- |  | ---- | ---- | ---- | ---- |
| 1                | Цзюй Вэньцзюнь   | 2564             | ½                                | ½                                | ½                                | ½                                | 0                                | ½                                | ½                                | 1                                | ½                                | ½                                 | ½                                 | 1                                 |  | 2    | 1    | 9    | 6½   |
| 2                | Лэй Тинцзе       | 2554             | ½                                | ½                                | ½                                | ½                                | 1                                | ½                                | ½                                | 0                                | ½                                | ½                                 | ½                                 | 0                                 |  | 1    | 2    | 9    | 5½   |
|                  |                  |                  |                                  |                                  |                                  |                                  |                                  |                                  |                                  |                                  |                                  |                                   |                                   |                                   |  |      |      |      |      |
| Ссылки на партии | Ссылки на партии | Ссылки на партии | Партия № 1 в базе chessgames.com | Партия № 2 в базе chessgames.com | Партия № 3 в базе chessgames.com | Партия № 4 в базе chessgames.com | Партия № 5 в базе chessgames.com | Партия № 6 в базе chessgames.com | Партия № 7 в базе chessgames.com | Партия № 8 в базе chessgames.com | Партия № 9 в базе chessgames.com | Партия № 10 в базе chessgames.com | Партия № 11 в базе chessgames.com | Партия № 12 в базе chessgames.com |  | Итог | Итог | Итог | Итог |
| ECO (дебюты)     | ECO (дебюты)     | ECO (дебюты)     | C67                              | D32                              | C65                              | D39                              | С50                              | D32                              | B18                              | A06                              | B40                              | A06                               | C55                               | D04                               |  | Итог | Итог | Итог | Итог |
| Дата             | Дата             | Дата             | 05.07                            | 06.07                            | 08.07                            | 09.07                            | 11.07                            | 12.07                            | 15.07                            | 16.07                            | 18.07                            | 19.07                             | 21.07                             | 22.07                             |  | Итог | Итог | Итог | Итог |